# 銚子ポートタワー
銚子ポートタワー（ちょうしポートタワー）は、千葉県銚子市川口町に建つ千葉県水産業振興のランドマークタワーである。隣接施設のウォッセ21とともに水産ポートセンターの施設として銚子漁港のシンボルともなっている。全日本タワー協議会に加盟している。

## 概要
千葉県の「ふるさと千葉5ヶ年計画」の一環として建設され、1991年（平成3年）6月に竣工し、同年6月23日に開業。高さは57.7メートル、鉄骨造の全面ハーフミラーガラスのツインタワーとなっている。
隣接施設のウォッセ21とは銚子ポートタワー空中連絡道により結ばれており、水産ポートセンターの施設として、千葉県の水産業が新しい時代へはばたくシンボルとして建設されたものである。4階にある高さ46.95メートルの展望室からは周辺を一望することができる。
- 近望：銚子市街地、銚子漁港、犬吠埼灯台、利根川、鹿島臨海工業地帯など
- 遠望：富士山、筑波山など

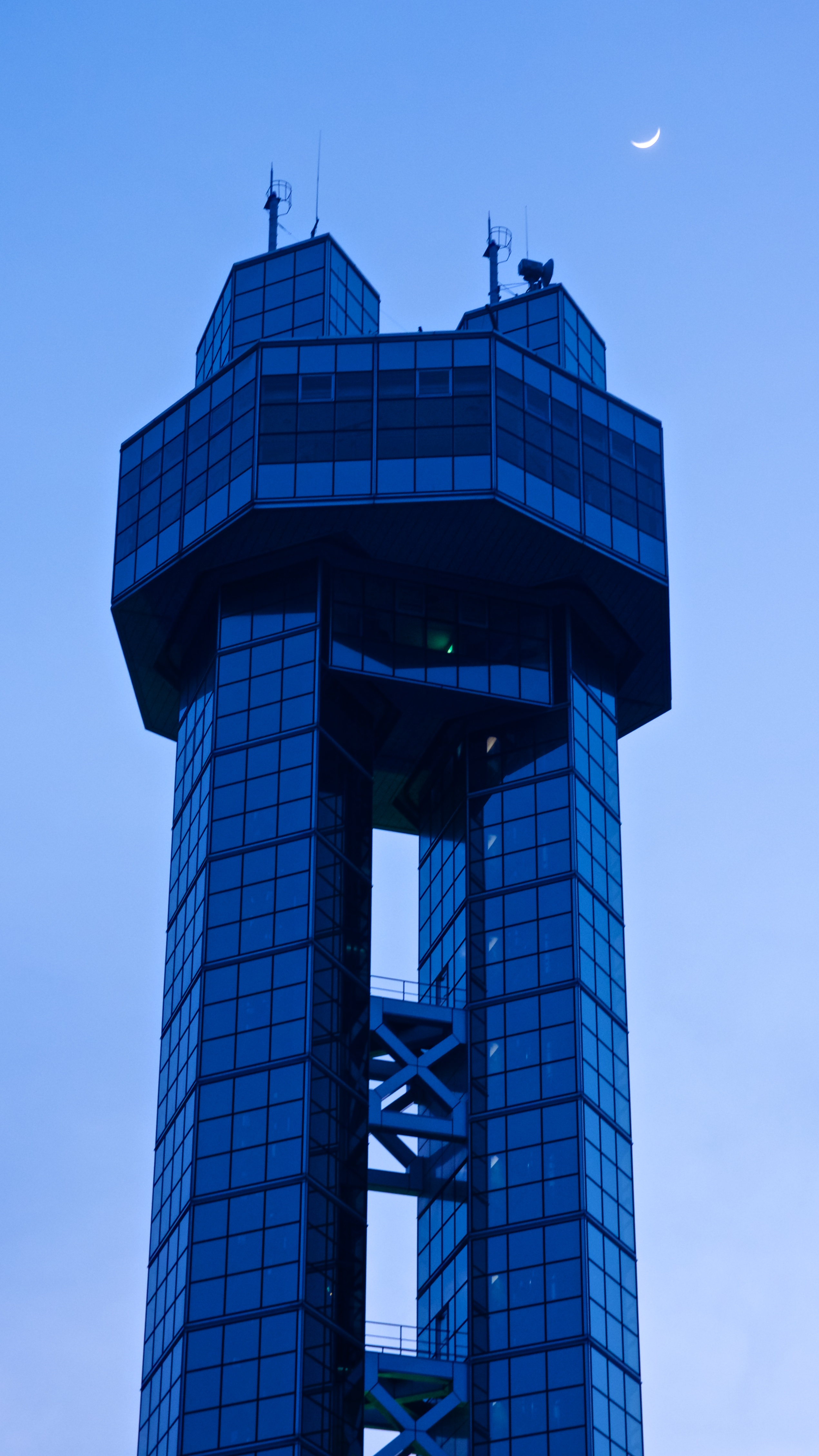
展望室
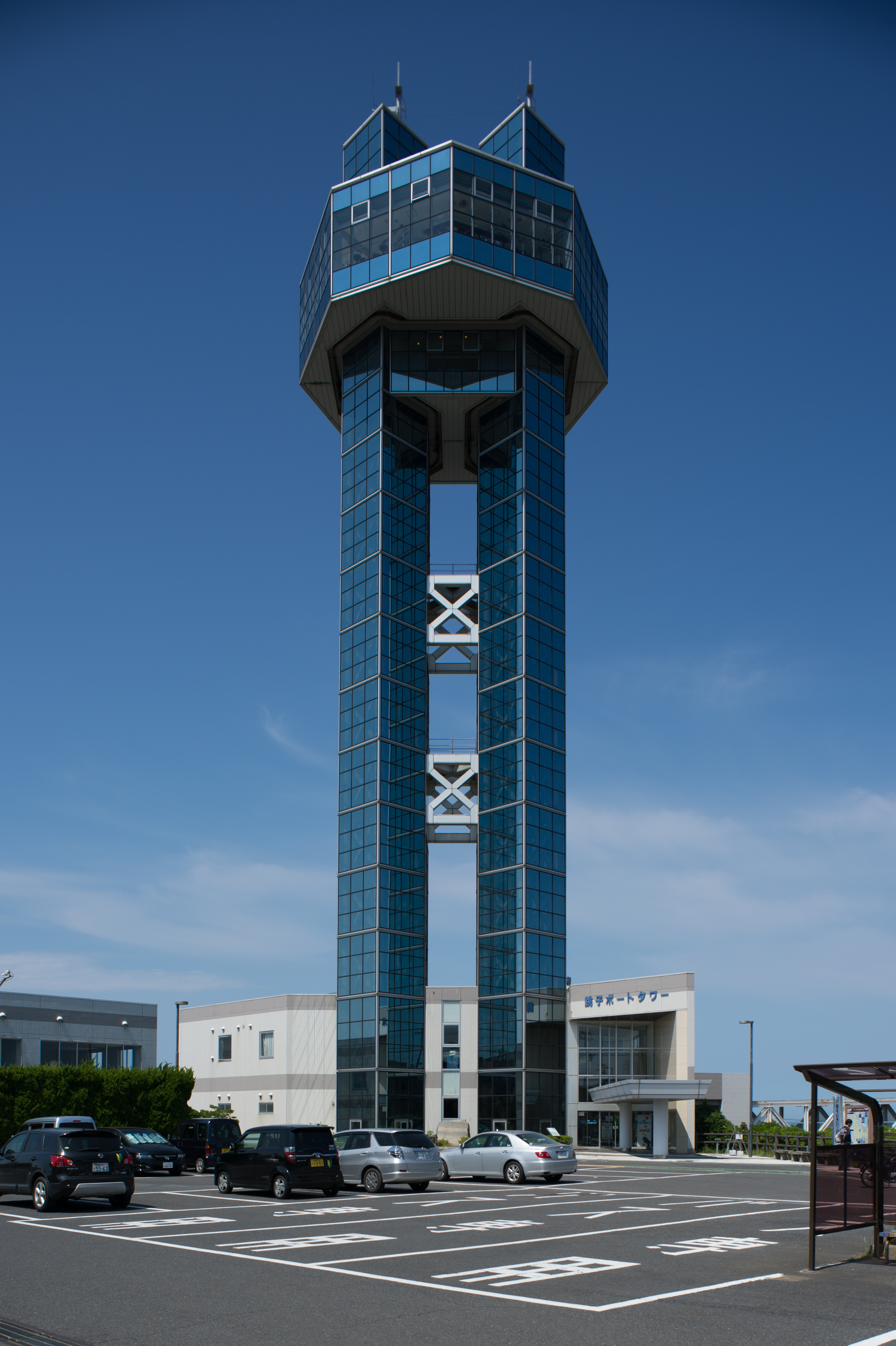
全景（駐車場側）

## 施設構成
- 1階 - インフォメーション、売店。
- 2階 - 展示ホール、イベントスペース。

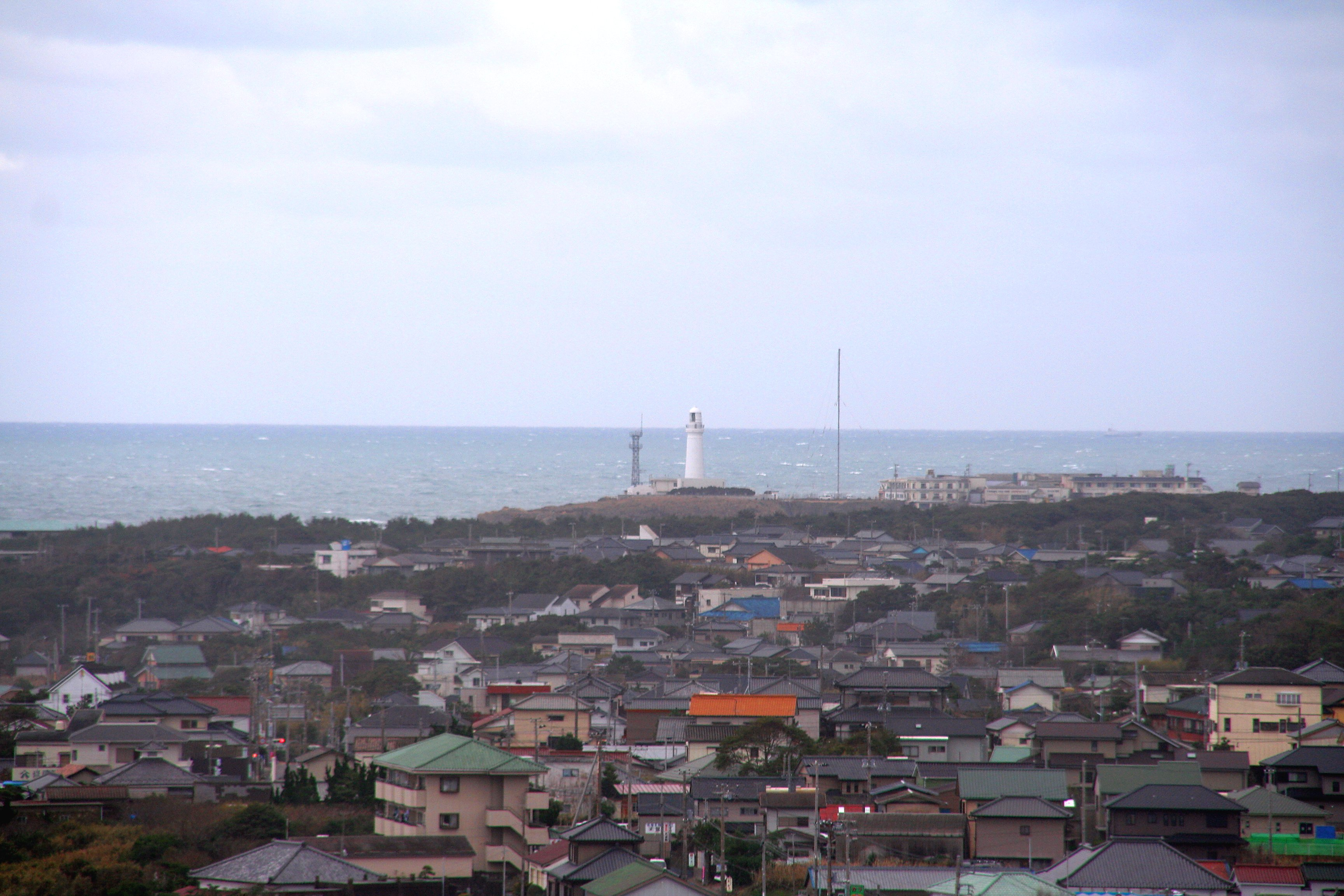
銚子ポートタワーより望む犬吠埼灯台方面（太平洋）

- 3階 - エレベーターロビー(主に下り用)。
- 4階 - 展望室、喫茶カフェ・ド・マンボウ(営業休止中)、望遠鏡（有料）

## 施設情報

### 営業時間
8:30 - 17:30
4月 - 9月の土日祝日、8月は18:30まで延長される。ただし、入館時間は閉館の30分前までとなる。
入館料は大人420円。小中学生が200円。団体割引や地球の丸く見える丘展望館との両施設入館割引、年間パスポートの販売なども行っている。

### 建築詳細
建築の詳細情報。
| 住所       | 〒288-0001 千葉県銚子市川口町2-6385-267 |
| 運営       | 銚子市・銚子市観光協会                  |
| 竣工日     | 1991年（平成３年）6月                   |
| 設計者     | 横河建設設計事務所                      |
| 構造形式   | 鉄骨造りハーフミラーガラスツインタワー  |
| 目的・用途 | 千葉県水産業振興のシンボルタワー        |

## イベント
- クリスマスイルミネーション
  - 冬季期間にはイルミネーションの点灯を行っている[6]。
- 初日の出鑑賞
  - 元日の早朝6時にオープンし、展望室より初日の出を鑑賞。展望室入場制限や整理券の配布有[7]。
- 新春イベント
  - 初日の出鑑賞後は和太鼓の新春初打ちやバルーンリリースなどのイベントを行っている[7]。

そのほかワークショップや企画展示なども行っている。

## 銚子ポートタワーを扱った作品

### テレビアニメ
「アマガミSS」棚町薫編の最終話に登場する。劇中では床下がガラスになっている場所が存在するが、実際の銚子ポートタワーには存在しない。